# جورج بیکول
جورج بیکول (انگلیسی: George Bakewell؛ ۱۳ مه ۱۸۶۴ – ۱۹۲۸ (۶۳−۶۴ سال)) بازیکن فوتبال اهل بریتانیا بود.
از باشگاه‌هایی که در آن بازی کرده‌است می‌توان به باشگاه فوتبال دربی کانتی و باشگاه فوتبال نوتس کانتی اشاره کرد.